# Ramerupt
Ramerupt é uma comuna francesa na região administrativa de Grande Leste, no departamento de Aube. Estende-se por uma área de 13,6 km². Em 2010 a comuna tinha 413 habitantes (densidade: 30,4 hab./km²).